# Qareh (Pharao)
Qareh war ein altägyptischer Kleinkönig der Zweiten Zwischenzeit. Er ist nur mit seinem Eigennamen auf Skarabäen belegt. Der Name ist wahrscheinlich semitischen Ursprungs.
In älterer Literatur erscheint dieser Regent auch als Qur, Qar oder Qal. Kim Ryholt ordnet ihm den Thronnamen Chaweserre zu, der auch nur auf Skarabäen dieser Zeit belegt ist. Er sieht in ihm einen Herrscher der 14. Dynastie. Thomas Schneider und Jürgen von Beckerath sehen in ihm einen Herrscher der 16. Dynastie. James P. Allen sieht die Möglichkeit, dass es sich um einen der ersten Hyksosherrscher (15. Dynastie) handelte.